# Swat (Fluss)
Der Swat ist ein Fluss (Urdu: دریائے سوات, daryā-e Swāt) in Pakistan, der durch das Swat-Tal in der pakistanischen Provinz Khyber Pakhtunkhwa fließt.

## Verlauf
Der Fluss entsteht im Hinduraj bei der Ortschaft Kalam durch den Zusammenfluss von Gabral und Ushu und mündet nach dem Durchfließen der Distrikte Swat, Lower Dir und Malakand bei Charsadda in den von Westen her fließenden Kabul, etwa 60 km oberhalb dessen Mündung in den Indus.

## Nebenflüsse
Der Swat hat zahlreiche kleinere Nebenflüsse, die in den umliegenden Bergregionen entspringen. Der wichtigste Nebenfluss ist die Panjkora.
Der Fluss dient zur Bewässerung eines Großteils des Swat-Distrikts und trägt zur regionalen Fischindustrie bei. Im Einzugsgebiet des Flusses liegen zwei größere Anlagen zur Energiegewinnung durch Wasserkraft, welche die Region mit Elektrizität versorgen.

## Geschichte
Der Swat wird bereits im Rigveda unter dem Namen Suvastu erwähnt.
Der Überlieferung nach überquerte Alexander der Große den Swat mit Teilen seiner Armee, bevor er sich nach Süden wandte, um die Bewohner der Region zu unterwerfen.
Während das Gebiet am Oberlauf des Flusses (Kalam-Tal) erst spät, d. h. wahrscheinlich erst im 16. oder 17. Jahrhundert, besiedelt wurde, gibt es an seinem Unterlauf in der Umgebung der Städte Mingora und Barikot zahlreiche archäologische Stätten – darunter die buddhistischen Stupas bzw. Klöster von Butkara, Amlukdara oder Shingardara.
In den ersten Jahrzehnten des 21. Jahrhunderts geriet das Swat-Tal teil- und zeitweise unter den Einfluss der Taliban-Extremisten.